# Roca Tosa
La Roca Tosa, o, simplement, la Tosa, és una muntanya de 770,6 metres que es troba al límit dels municipis de Salàs de Pallars i Talarn, a la comarca del Pallars Jussà. És l'extrem sud-oriental de Roques Pelades, carena que fa de límit entre els municipis de Salàs de Pallars i de Talarn, i pertany a l'antiga partida de Costes i Feixans.